# Denemarken op de Olympische Zomerspelen 2008
Denemarken nam deel aan de Olympische Zomerspelen 2008 in Peking, China. Denemarken debuteerde op de eerste Zomerspelen in 1896 en deed in 2008 voor de 25e keer mee. Voor de derde keer op rij werd onder meer twee keer goud gewonnen.

## Medailleoverzicht
| Sport        | Olympiër                                                                                 | Discipline               | Medaille |
| ------------ | ---------------------------------------------------------------------------------------- | ------------------------ | -------- |
| Roeien       | Mads Kruse Andersen Thomas Ebert Eskild Ebbesen Morten Jørgensen                         | lichte vier-zonder (m)   | Goud     |
| Zeilen       | Martin Kirketerp Jonas Warrer                                                            | 49er                     | Goud     |
| Kanovaren    | Kim Wraae Knudsen Rene Holten Poulsen                                                    | K-2 1000m (m)            | Zilver   |
| Wielersport  | Michael Færk Christensen Casper Jørgensen Jens-Erik Madsen Michael Mørkøv Alex Rasmussen | ploegenachtervolging (m) | Zilver   |
| Paardensport | Anne van Olst Nathalie zu Sayn-Wittgenstein Andreas Helgstrand                           | dressuur team            | Brons    |
| Roeien       | Mads Rasmussen Rasmus Quist Hansen                                                       | lichte dubbel-twee (m)   | Brons    |
| Zwemmen      | Lotte Friis                                                                              | 800m vrije slag (v)      | Brons    |

## Deelnemers en resultaten per onderdeel

### Atletiek
| Olympiër           | Discipline      | Resultaat | Prestatie                              |
| ------------------ | --------------- | --------- | -------------------------------------- |
| Morten Jensen      | verspringen (m) | 31e       | kwalificatie groep A: 16de met 7,63m   |
| Joachim Olsen      | kogelstoten (m) | 22e       | kwalificatie groep A: 11de met 19,74m  |
|                    |                 |           |                                        |
| Christina Scherwin | speerwerpen (v) | 44e       | kwalificatie groep A: 23ste met 53,95m |

### Badminton
| Olympiër                                   | Discipline     | Resultaat | Prestatie |
| ------------------------------------------ | -------------- | --------- | --- |
| Peter Høeg Gade                            | enkelspel (m)  | 5e        | 1ste ronde: vrij 2de ronde: W van ALG Lasmari: 21-6, 21-4 3de ronde: W van JPN Satō: 19-21, 22-20, 21-15 kwartfinale: V van CHN Lin: 13-21, 16-21                                                                     |
| Kenneth Jonassen                           | enkelspel (m)  | 31e       | 1ste ronde: vrij 2de ronde: V van KOR Lee: 21-15, 14-21, 19-21 |
| Jens Eriksen Martin Lundgaard Hansen       | dubbelspel (m) | 9e        | 1ste ronde: V van CHN Cai/Fu: 12-21, 11-21 |
| Lars Paaske Jonas Rasmussen                | dubbelspel (m) | 4e        | 1ste ronde: W van KOR Jung/Lee: 21-16, 21-19 kwartfinale: W van POL Łogosz/Mateusiak: 17-21,21-11, 21-15 halve finale: V van INA Kido/Setiawan: 19-21, 17-21 bronzen finale: V van KOR Lee/Hwang: 21-13, 18-21, 17-21 |
|                                            |                |           | |
| Tine Rasmussen Baun                        | enkelspel (v)  | 9e        | 1ste ronde: vrij 2de ronde: W van LTU Stapušaitytė: 21-6, 21-8 3de ronde: V van INA Yulianti: 21-18, 19-21, 14-21 |
| Kamilla Rytter Juhl Lena Frier Kristiansen | dubbelspel (v) | 9e        | 1ste ronde: V van JPN Ogura/Shiota: 21-18, 14-21, 18-21 |
|                                            |                |           | |
| Kamilla Rytter Juhl Thomas Laybourn        | dubbelspel (g) | 5e        | 1ste ronde: W van SIN Saputra/Yujia: 21-12, 21-14 kwartfinale: V van INA Limpele/Marissa: 17-21, 21-15, 17-21 |

### Boogschieten
| Olympiër       | Discipline      | Resultaat | Prestatie                                                                      |
| -------------- | --------------- | --------- | ------------------------------------------------------------------------------ |
| Niels Dall     | individueel (m) | 33e       | plaatsingsronde: 53ste met 634 punten 1ste ronde: V van ITA Galiazzo: 97-114   |
|                |                 |           |                                                                                |
| Louise Laursen | individueel (v) | 33e       | plaatsingsronde: 52ste met 605 punten 1ste ronde: V van POL Ćwienczek: 100-113 |

### Gymnastiek
| Olympiër     | Discipline     | Resultaat | Prestatie                           |
| ------------ | -------------- | --------- | ----------------------------------- |
| Peter Jensen | trampoline (m) | 10e       | kwalificatie: 10de met 69,20 punten |

### Handbal
| Olympiër | Discipline | Resultaat | Prestatie |
| --- | ---------- | --------- | --- |
| Lasse Boesen Joachim Boldsen Klavs Bruun Jørgensen Lars Christiansen Mikkel Hansen Peter Henriksen Kasper Hvidt Jesper Jensen Lars Jørgensen Hans Lindberg Jesper Nøddesbo Bo Spellerberg Kasper Søndergaard Kasper Nielsen | mannen     | 7e        | groep B: 2de G van Egypte: 23-23 V van Zuid-Korea: 30-31 W van Rusland: 25-24 G van IJsland: 32-32 W van Duitsland: 27-21 kwartfinale: V van Costa Rica: 24-26 5-8ste plek: V van Rusland: 27-28 7-8ste plek: W van Zuid-Korea: 37-26 |

| Groep B |            |             |             |             |             |            |            |            |        |
| #       | Land       | Wedstrijden | Wedstrijden | Wedstrijden | Wedstrijden | Doelpunten | Doelpunten | Doelpunten | Punten |
| #       | Land       | G           | W           | G           | V           | V          | T          | Saldo      | Punten |
| 1       | Zuid-Korea | 5           | 3           | 0           | 2           | 122        | 129        | -7         | 6      |
| 2       | Denemarken | 5           | 3           | 1           | 0           | 137        | 131        | +6         | 6      |
| 3       | IJsland    | 5           | 2           | 2           | 1           | 151        | 146        | +5         | 6      |
| 4       | Rusland    | 5           | 2           | 2           | 1           | 136        | 131        | +5         | 5      |
| 5       | Duitsland  | 5           | 2           | 1           | 2           | 126        | 130        | -4         | 5      |
| 6       | Egypte     | 5           | 0           | 2           | 3           | 127        | 132        | -5         | 2      |

| Ronde       | Datum  | Plaats     | Land  | Score      | Land |
| ----------- | ------ | ---------- | ----- | ---------- | ---- |
| Groepsfase  |        |            |       |            |      |
| 10 augustus | Peking | Denemarken | 23-23 | Egypte     |      |
| 12 augustus | Peking | Zuid-Korea | 31-30 | Denemarken |      |
| 14 augustus | Peking | Denemarken | 25-24 | Rusland    |      |
| 16 augustus | Peking | Denemarken | 32-32 | IJsland    |      |
| 18 augustus | Peking | Duitsland  | 21-27 | Denemarken |      |
| Kwartfinale |        |            |       |            |      |
| 20 augustus | Peking | Denemarken | 24-26 | Costa Rica |      |
| 5-8ste plek |        |            |       |            |      |
| 22 augustus | Peking | Rusland    | 28-27 | Denemarken |      |
| 7-8ste plek |        |            |       |            |      |
| 24 augustus | Peking | Denemarken | 37-26 | Zuid-Korea |      |

### Kanovaren
| Olympiër                 | Discipline    | Resultaat | Prestatie                                                                      |
| ------------------------ | ------------- | --------- | ------------------------------------------------------------------------------ |
| Kasper Bleibach          | K-1 500m (m)  | 16e       | serie 4: 5de in 1.42,529 halve finale 3: 6de in 1.45,418                       |
| Kim Knudsen René Poulsen | K-2 500m (m)  | 5e        | serie 2: 5de in 1.30,348 halve finale: 3de in 1.31,796 finale: 5de in 1.30,569 |
| Kim Knudsen René Poulsen | K-2 1000m (m) | Zilver    | serie 1: 2de in 3.18,709 finale: 2de in 3.13,580                               |
|                          |               |           |                                                                                |
| Henriette Engel Hansen   | K-1 500m (v)  | 19e       | serie 2: 5de in 1.52,773 halve finale 2: 8ste in 1.55,960                      |

### Paardensport
| Olympiër                                                              | Discipline  | Resultaat | Prestatie |
| Dressuur                                                              | Dressuur    | Dressuur  | Dressuur |
| --------------------------------------------------------------------- | ----------- | --------- | --- |
| Andreas Helgstrand                                                    | individueel | 11e       | Grand Prix: 14de met 68,833% Grand Prix special: 14de met 68,800% Grand Prix freestyle: 10de met 72,550% totaal: 70,675 |
| Nathalie zu Sayn-Wittgenstein                                         | individueel | 15e       | Grand Prix: 8ste met 70,417% Grand Prix special: 12de met 69,120% Grand Prix freestyle: 15de met 69,110% totaal: 69,110 |
| Anne Jensen-van Olst                                                  | individueel | 22e       | Grand Prix: 17de met 67,375% Grand Prix special: 22ste met 65,320%                                                      |
| Andreas Helgstrand Nathalie zu Sayn-Wittgenstein Anne Jensen-van Olst | team        | Brons     | 68,875 |
| Eventing                                                              |             |           | |
| Peter Flarup                                                          | individueel | DNF       | dressuur: 45ste met 53,10 strafpunten cross-country: 5de met 13,20 strafpunten                                          |

### Roeien
| Olympiër                                                   | Discipline             | Resultaat | Prestatie |
| ---------------------------------------------------------- | ---------------------- | --------- | --- |
| Rasmus Quist Mads Rasmussen                                | lichte dubbel-twee (m) | Brons     | serie 3: 1ste in 6.14,84 halve finale 2: 2de in 6.26,49 finale: 3de in 6.12,45                               |
| Thomas Larsen Morten Nielsen                               | twee-zonder (m)        | 10e       | serie 2: 5de in 7.17,43 herkansingen: 3de in 6.38,33 halve finale 2: 6de in 6.48,65 finale B: 4de in 6.55,37 |
| Mads Andersen Eskild Ebbesen Thomas Ebert Morten Jørgensen | lichte vier-zonder (m) | Goud      | serie 2: 1ste in 5.50,12 halve finale 2: 1ste in 6.05,75 finale: 1ste in 5.47,76                             |
|                                                            |                        |           | |
| Katrin Olsen Juliane Elander Rasmussen                     | lichte dubbel-twee (m) | 7e        | serie 3: 2de in 6.58,63 halve finale 1: 4de in 7.06,31 finale B: 1ste in 7.06,94                             |

### Schietsport
| Olympiër       | Discipline | Resultaat | Prestatie                          |
| -------------- | ---------- | --------- | ---------------------------------- |
| Anders Golding | skeet (m)  | 25e       | kwalificatie: 25ste met 112 punten |

### Tafeltennis
| Olympiër     | Discipline    | Resultaat | Prestatie                                                                           |
| ------------ | ------------- | --------- | ----------------------------------------------------------------------------------- |
| Michael Maze | enkelspel (m) | 17e       | voorronde: vrij 1ste ronde: vrij 2de ronde: vrij 3de ronde: V van CRO Primorac: 2-4 |

### Tennis
| Olympiër           | Discipline    | Resultaat | Prestatie |
| ------------------ | ------------- | --------- | --- |
| Caroline Wozniacki | enkelspel (v) | 9e        | 1ste ronde: W van TUN Sfar: 6-4, 6-1 2de ronde: W van SVK Hantuchová: 6-1, 6-3 3de ronde: V van RUS Dementieva: 6-7(3), 2-6 |

### Triatlon
| Olympiër       | Discipline | Resultaat | Prestatie  |
| -------------- | ---------- | --------- | ---------- |
| Rasmus Henning | mannen     | 8e        | 1:49.57,47 |

### Wielersport
| Olympiër                                                                                 | Discipline               | Resultaat | Prestatie |
| Baan                                                                                     | Baan                     | Baan      | Baan |
| ---------------------------------------------------------------------------------------- | ------------------------ | --------- | --- |
| Daniel Kreutzfeldt                                                                       | puntenkoers (m)          | 6e        | 29 punten |
| Michael Mørkøv Alex Rasmussen                                                            | ploegkoers (m)           | 6e        | 14 punten |
| Michael Færk Christensen Casper Jørgensen Jens-Erik Madsen Michael Mørkøv Alex Rasmussen | ploegenachtervolging (m) | Zilver    | kwalificatie: 4de in 4.02,191 halve finale: W van Frankrijk: 3.56,831 finale: V van Groot-Brittannië: 4.00,040 |
|                                                                                          |                          |           | |
| Trine Schmidt                                                                            | puntenkoers (v)          | 18e       | 0 punten |
| BMX                                                                                      |                          |           | |
| Henrik Baltzersen                                                                        | BMX (m)                  | 19e       | plaatsingsronde: 29ste in 37,635 kwartfinale: 5de met 16 punten                                                |
|                                                                                          |                          |           | |
| Amanda Sørensen                                                                          | BMX (v)                  | 14e       | plaatsingsronde: 12de met 38,719 halve finale: 8ste met 20 punten                                              |
| Mountainbike                                                                             |                          |           | |
| Jakob Fuglsang                                                                           | mountainbike (m)         | 25e       | 2:06.41 |
| Klaus Nielsen                                                                            | mountainbike (m)         | 31e       | op 1 ronde |
| Weg                                                                                      |                          |           | |
| Chris Anker Sørensen                                                                     | tijdrit (m)              | 19e       | 1:05.55 |
| Brian Vandborg                                                                           | tijdrit (m)              | 33e       | 1:08.10 |
| Chris Anker Sørensen                                                                     | wegwedstrijd (m)         | 12e       | 6:24.11 |
| Nicki Sørensen                                                                           | wegwedstrijd (m)         | 25e       | 6:26.17 |
| Brian Vandborg                                                                           | wegwedstrijd (m)         | DNF       | niet gefinisht                                                                                                 |
|                                                                                          |                          |           | |
| Linda Villumsen                                                                          | tijdrit (v)              | 5e        | 36.50,62 |
| Linda Villumsen                                                                          | wegwedstrijd (v)         | 13e       | 3:32.33 |

### Worstelen
| Olympiër       | Discipline     | Resultaat      | Prestatie                                          |
| Grieks-Romeins | Grieks-Romeins | Grieks-Romeins | Grieks-Romeins                                     |
| -------------- | -------------- | -------------- | -------------------------------------------------- |
| Anders Nyblom  | -55kg (m)      | 14e            | kwalificatie: vrij 1ste ronde: V van KOR Park: 1-3 |
| Mark O. Madsen | -74kg (m)      | 19e            | kwalificatie: V van RUS Samurgashev: 1-3           |

### Zeilen
| Olympiër                      | Discipline | Resultaat | Prestatie                                  |
| ----------------------------- | ---------- | --------- | ------------------------------------------ |
| Jonas Kældsø Poulsen          | RS:X (m)   | 24e       | 201 punten: (28-26-30-29-35-4-14-13-34-23) |
| Anders Nyholm                 | laser (m)  | 23e       | 165 punten: (18-26-19-15-19-BFD-27-18-13)  |
|                               |            |           |                                            |
| Bettina Honore                | RS:X (v)   | 19e       | 142 punten: (21-18-21-18-20-9-14-15-22-6)  |
|                               |            |           |                                            |
| Jonas Høgh Christensen        | finn       | 6e        | 70 punten: (16-6-12-16-25-4-5-7-4)         |
| Martin Kirketerp Jonas Warrer | 49er       | Goud      | 61 punten: (2-4-10-4-2-3-4-2-9-2-7-8-14)   |

### Zwemmen
| Olympiër                                                           | Discipline            | Resultaat | Prestatie                                                                |
| ------------------------------------------------------------------ | --------------------- | --------- | ------------------------------------------------------------------------ |
| Jakob Andkjær                                                      | 50m vrije slag (m)    | 33e       | serie 10: 7de in 22,52                                                   |
| Jakob Andkjær                                                      | 100m vrije slag (m)   | 27e       | serie 9: 7de in 49,25                                                    |
| Jon Rud                                                            | 200m vrije slag (m)   | 33e       | serie 4: 2de in 1.48,96                                                  |
| Mads Glæsner                                                       | 400m vrije slag (m)   | 12e       | serie 4: 4de in 3.45,38 (NR)                                             |
| Jon Rud                                                            | 400m vrije slag (m)   | 34e       | serie 2: 7de in 3.57,41                                                  |
| Mads Glæsner                                                       | 1500m vrije slag (m)  | 14e       | serie 2: 2de in 15.05,33                                                 |
| Chris Christensen                                                  | 200m schoolslag (m)   | 33e       | serie 6: 8ste in 2.13,92                                                 |
| Jakob Andkjær                                                      | 100m vlinderslag (m)  | 19e       | serie 4: 1ste in 52,24                                                   |
| Chris Christensen                                                  | 200m wisselslag (m)   | 32e       | serie 1: 2de in 2.02,93                                                  |
|                                                                    |                       |           |                                                                          |
| Jeanette Ottesen                                                   | 50m vrije slag (v)    | 11e       | serie 11: 3de in 24,83 halve finale 2: 4de in 24,86                      |
| Jeanette Ottesen                                                   | 100m vrije slag (v)   | 5e        | serie 4: 1ste in 54,04 halve finale 2: 4de in 54,05 finale: 5de in 54,06 |
| Louise Jansen                                                      | 200m vrije slag (v)   | 34e       | serie 2: 4de in 2.01,30                                                  |
| Lotte Friis                                                        | 400m vrije slag (v)   | 13e       | serie 5: 6de in 4.08,47                                                  |
| Lotte Friis                                                        | 800m vrije slag (v)   | Brons     | serie 4: 2de in 8.21,74 finale: 3de in 8.23,03                           |
| Micha Østergaard                                                   | 100m vlinderslag (v)  | 28e       | serie 6: 8ste in 59,10                                                   |
| Jeanette Ottesen                                                   | 100m vlinderslag (v)  | 15e       | serie 5: 6de in 58,44 halve finale 2: 7de in 59,29                       |
| Micha Østergaard                                                   | 200m vlinderslag (v)  | 11e       | serie 4: 2de in 2.07,77 (NR) halve finale 1: 5de in 2.09,29              |
| Lotte Friis Julie Hjorth-Hansen Louise Mai Jansen Micha Østergaard | 4x200m vrije slag (v) | 13e       | serie 2: 7de in 8.00,81                                                  |

Afghanistan · Albanië · Algerije · Amerikaanse Maagdeneilanden · Amerikaans-Samoa · Andorra · Angola · Antigua en Barbuda · Argentinië · Armenië · Aruba · Australië · Azerbeidzjan · Bahama's · Bahrein · Bangladesh · Barbados · België · Belize · Benin · Bermuda · Bhutan · Bolivia · Bosnië en Herzegovina · Botswana · Brazilië · Britse Maagdeneilanden · Bulgarije · Burkina Faso · Burundi · Cambodja · Canada · Centraal-Afrikaanse Republiek · Chili · China · Chinees Taipei · Colombia · Comoren · Congo-Brazzaville · Congo-Kinshasa · Cookeilanden · Costa Rica · Cuba · Cyprus · Denemarken · Djibouti · Dominica · Dominicaanse Republiek · Duitsland · Ecuador · Egypte · El Salvador · Equatoriaal-Guinea · Eritrea · Estland · Ethiopië · Fiji · Filipijnen · Finland · Frankrijk · Gabon · Gambia · Georgië · Ghana · Grenada · Griekenland · Groot-Brittannië · Guam · Guatemala · Guinee · Guinee‑Bissau · Guyana · Haïti · Honduras · Hongarije · Hongkong · Ierland · IJsland · India · Indonesië · Irak · Iran · Israël · Italië · Ivoorkust · Jamaica · Japan · Jemen · Jordanië · Kaaimaneilanden · Kaapverdië · Kameroen · Kazachstan · Kenia · Kirgizië · Kiribati · Koeweit · Kroatië · Laos · Lesotho · Letland · Libanon · Liberia · Libië · Liechtenstein · Litouwen · Luxemburg · Macedonië · Madagaskar · Malawi · Malediven · Maleisië · Mali · Malta · Marshalleilanden · Marokko · Mauritanië · Mauritius · Mexico · Micronesië · Moldavië · Monaco · Mongolië · Montenegro · Mozambique · Myanmar · Namibië · Nauru · Nederland · Nederlandse Antillen · Nepal · Nicaragua · Nieuw-Zeeland · Niger · Nigeria · Noord-Korea · Noorwegen · Oeganda · Oekraïne · Oezbekistan · Oman · Oostenrijk · Oost‑Timor · Pakistan · Palau · Palestina · Panama · Papoea-Nieuw-Guinea · Paraguay · Peru · Polen · Portugal · Puerto Rico · Qatar · Roemenië · Rusland · Rwanda · Saint Kitts en Nevis · Saint Lucia · Saint Vincent en Grenadines · Salomonseilanden · Samoa · San Marino · Sao Tomé en Principe · Saoedi-Arabië · Senegal · Servië · Seychellen · Sierra Leone · Singapore · Slovenië · Slowakije · Soedan · Somalië · Spanje · Sri Lanka · Suriname · Swaziland · Syrië · Tadzjikistan · Tanzania · Thailand · Togo · Tonga · Trinidad en Tobago · Tsjaad · Tsjechië · Tunesië · Turkije · Turkmenistan · Tuvalu · Uruguay · Vanuatu · Venezuela · Verenigde Arabische Emiraten · Verenigde Staten · Vietnam · Wit-Rusland · Zambia · Zimbabwe · Zuid-Afrika · Zuid-Korea · Zweden · Zwitserland
Uitgesloten van deelname: Brunei